# Antoine Guichard
Pour les articles homonymes, voir Guichard.
Antoine Guichard, né le 21 octobre 1926 à Saint-Étienne et mort le 18 mai 2013 à Saint-Priest-en-Jarez, est un dirigeant d'entreprise français. Il dirige le groupe stéphanois Casino entre 1990 et 2003.

## Biographie

### Dirigeant de Casino
Antoine Guichard est l'un des petits-fils de Geoffroy Guichard, fondateur de Casino. Diplômé de HEC, il débute dans le groupe familial en 1949, dont il devient associé-commandité-gérant en 1966 puis président du conseil de gérance en 1990. Après l'entrée de Jean-Charles Naouri comme premier actionnaire en 1992, Casino adopte le statut de société anonyme et Antoine Guichard devient président du directoire en octobre 1994. Il est remplacé deux ans plus tard par Georges Plassat. Il est enfin président du conseil de surveillance de 1998 à septembre 2003.

### Dirigeant associatif
Entrepreneur ayant une vision sociale de ses fonctions, il succède en 1997 à Martine Aubry à la présidence de la Fondation Agir contre l'exclusion (Face) et conserve cette fonction jusqu'en 2007 et demeure président d'honneur.
Il disparaît en 2013, à l'âge de 86 ans.